# 第三届云南省人民委员会
第三届云南省人民委员会是云南省第三届人民政府，任期自1964年至1967年，省长于一川、周兴。

## 历史
1964年1月4日，云南省第三届人民代表大会第一次会议选举出省长1人、副省长9人、委员37人，组成第三届云南省人民委员会:295。第三届云南省人民委员会任期内的政务纪要包括三年调整、四清运动、红卫兵造反、东川地震救灾等:491-500。
第三届云南省人民委员会规定的任期为4年，但是1966年文化大革命开始，1967年1月26日造反派夺权，第三届人委会停止职务，1967年4月5日成立云南省军事管制委员会，接管人民委员会的权力:296。

## 组成人员
- 省长：于一川（至1964年8月）、周兴（自1965年2月起）
- 副省长：刘明辉（1964年8月至1965年2月任代省长）、张冲、吴作民、郭超、刘披云、刘林元、张天放、王少岩、史怀璧（至1966年2月）、王启明（自1965年9月起）
- 委员：刀京版、寸树声、王昭明、王连芳、王源璋、白玉清、朱家璧、孙康、祁山、谷佑箴、李成芳、李景沆、房文健、陈文祺、陈邦本、林亮、松谋、苟兴才、施群、胡忠华、赵守恒、赵钟奇、侯良辅、徐天骝、徐彪南、徐嘉瑞、郭珠、崔子明、张子斋、张振军、曾育生、曾恕怀、董仁明、董燮川、杨明、裴阿欠、潘朔端
- 秘书长：史怀璧
- 副秘书长：唐登岷、孙康、臧君宇[1]:296

## 下设机构
截止1966年5月，云南省人民委员会共设有工作机构39个：:325
- 办公厅
- 直属机构：物资局、物价委员会、参事室、外事处
- 办公机构：财粮贸办公室、国防工业办公室
- 工作部门：民政厅、公安厅、计划委员会、经济委员会、科学技术委员会、基本建设委员会、财政厅、粮食厅、商业厅、工商行政管理局、对外贸易局、重工厅、化学石油工业厅、轻工厅、手工业管理局、交通厅、农业厅、林业厅、气象局、水利厅、农垦局、文化局、教育厅、广播事业管理局、卫生厅、体育运动委员会、民族事务委员会、供销合作社、煤炭工业管理局